# آربوتامین
آربوتامین (انگلیسی: Arbutamine) یک داروی محرک قلب است و گیرنده‌های بتا آدرنرژیک را تحریک می‌کند.